# Erpeldange-sur-Sûre
Erpeldange-sur-Sûre (lb. Ierpeldeng op der Sauer, niem. Erpeldingen-Sauer; do 2014 Erpeldange, Ierpeldeng, Erpeldingen) − gmina (gemeng / commune / Gemeinde) we wschodnim Luksemburgu, w kantonie Diekirch. Do 3 października 2015 gmina leżała w dystrykcie Diekirch. Leży nad rzeką Sûre. 

## Podział administracyjny
Do gminy należą trzy miejscowości, w tym trzy (Uertschaft) oraz żaden lieu-dit:
1. Burden (Bierden / Bürden)
2. Erpeldange-sur-Sûre (Ierpeldeng op der Sauer / Erpeldingen-Sauer)
3. Ingeldorf (Angelduerf)